# 卡巴利安火山

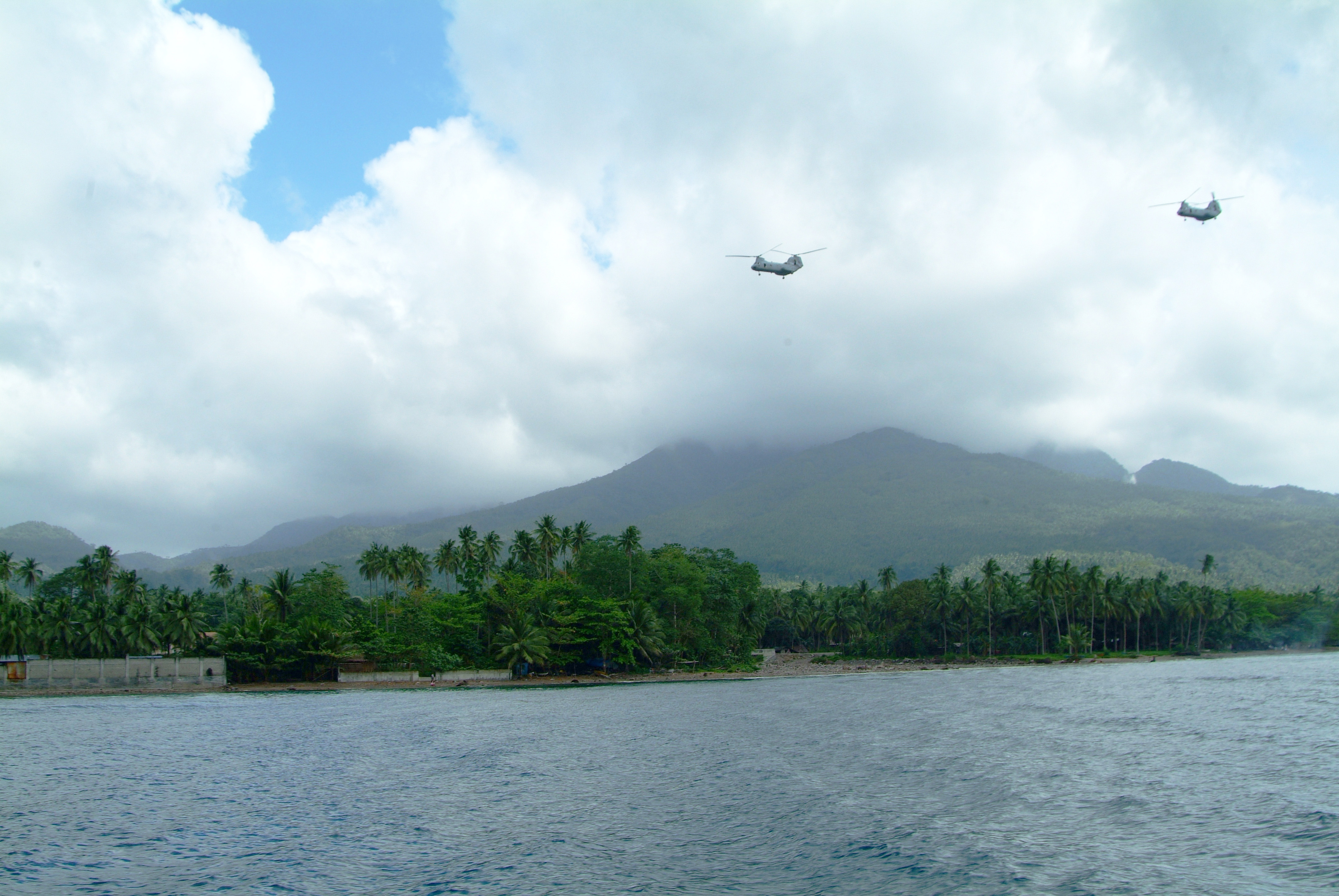

卡巴利安火山是菲律賓的火山，由東米沙鄢負責管轄，海拔高度945米，底部直徑8.5公里，山體由安山岩負責管轄，最近一次火山噴發在1820年發生。

## 外部連結
- Philippine Institute of Volcanology and Seismology (PHIVOLCS) page on Cabalian.
- Global Volcanism Program page, Cabalian （页面存档备份，存于）.